# Музей поганого мистецтва
Музей поганого мистецтва (англ. Museum of Bad Art, MOBA) — американський приватний музей, заявлена мета якого — «відзначати праці художників, чиї роботи не були оцінені в жодному іншому музеї». Має три відділення, одне в місті Дедем (англ. Dedham), передмістя на північному заході Бостона), Массачусетс, інше — в сусідньому Сомервілі (передмістя на півночі Бостона), а третє відділення — в Бруклайн, Массачусетс. Його постійна колекція включає в себе близько 500 творів мистецтва, «занадто поганого, щоб бути проігнорованим», але з огляду на обмеженій площі за раз показують 30-40 примірників в одному з двох павільйонів. Також проводяться виїзні експозиції.
Музей заснований у 1993 році, після того, як антиквар Скотт Вілсон показав картини, знайдені в купах мотлоху, деяким своїм друзям, які запропонували зібрати колекцію. Незабаром музей розрісся й переїхав з квартири Скотта в підвал театру в Дедемі. Пояснюючи мету створення музею, один з його засновників, Джеррі Райлі, 1995 року сказав: «В той час, як у кожному місті світу є хоча б один музей, котрий присвячений кращим творам мистецтва, МПМ — єдиний музей, присвячений збору та експонуванню гіршого». Щоб бути включеним в колекцію МПМ, твори повинні бути оригінальними та створеними з серйозними намірами (не для жарту і не заради потрапляння в експозицію музею), але вони також повинні мати суттєві недоліки і не бути нудними — куратори не зацікавлені у відображенні навмисного кічу.
«Музей поганого мистецтва» був згаданий в десятках путівників по Бостону й став джерелом натхнення на створення ряду аналогічних колекцій в усьому світі. Дебора Соломон з «Нью-Йорк Таймс» зазначила, що увага й інтерес до «Музею поганого мистецтва» є частиною ширшої тенденції музеїв до відображення «кращого поганого мистецтва». Музей розкритикували за те, що він є виставкою антимистецтва, але засновники заперечують це, кажучи, що ця колекція є даниною поваги до щирості художників, які наполегливі в своєму прагненні досягти ідеалу, незважаючи на те, що в процесі виходять жахливі картини. За словами співзасновника Мері Джексон: «Ми робимо це, щоб відсвяткувати право художника на невдачу».

## Історія виникнення

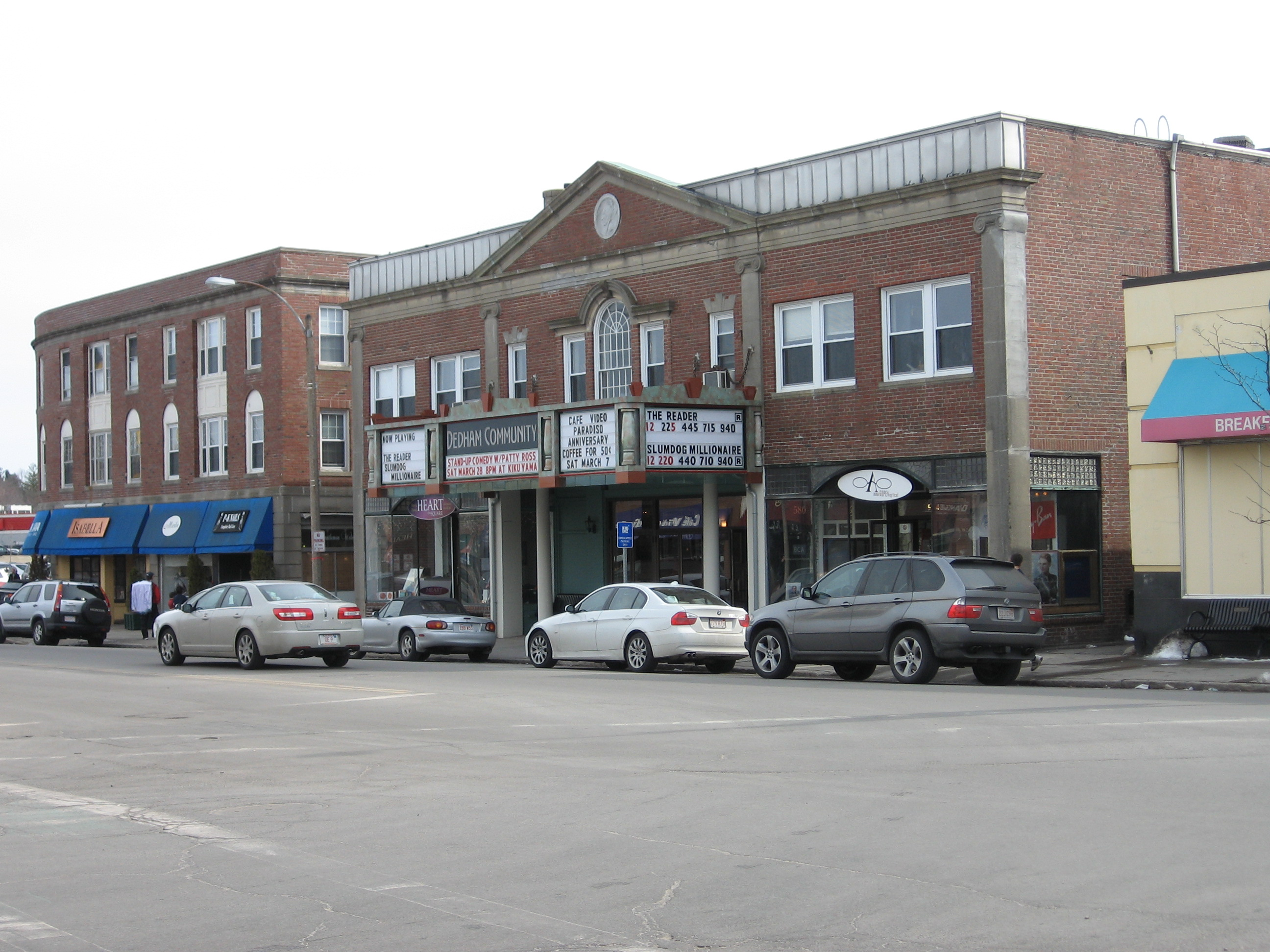
Будівля музею в Дедем, першій відкритій галереї

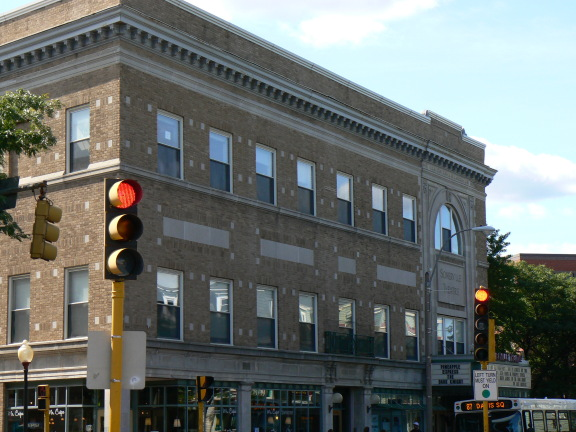
Будівля музею у Сомервіллі, другій відкритій галереї

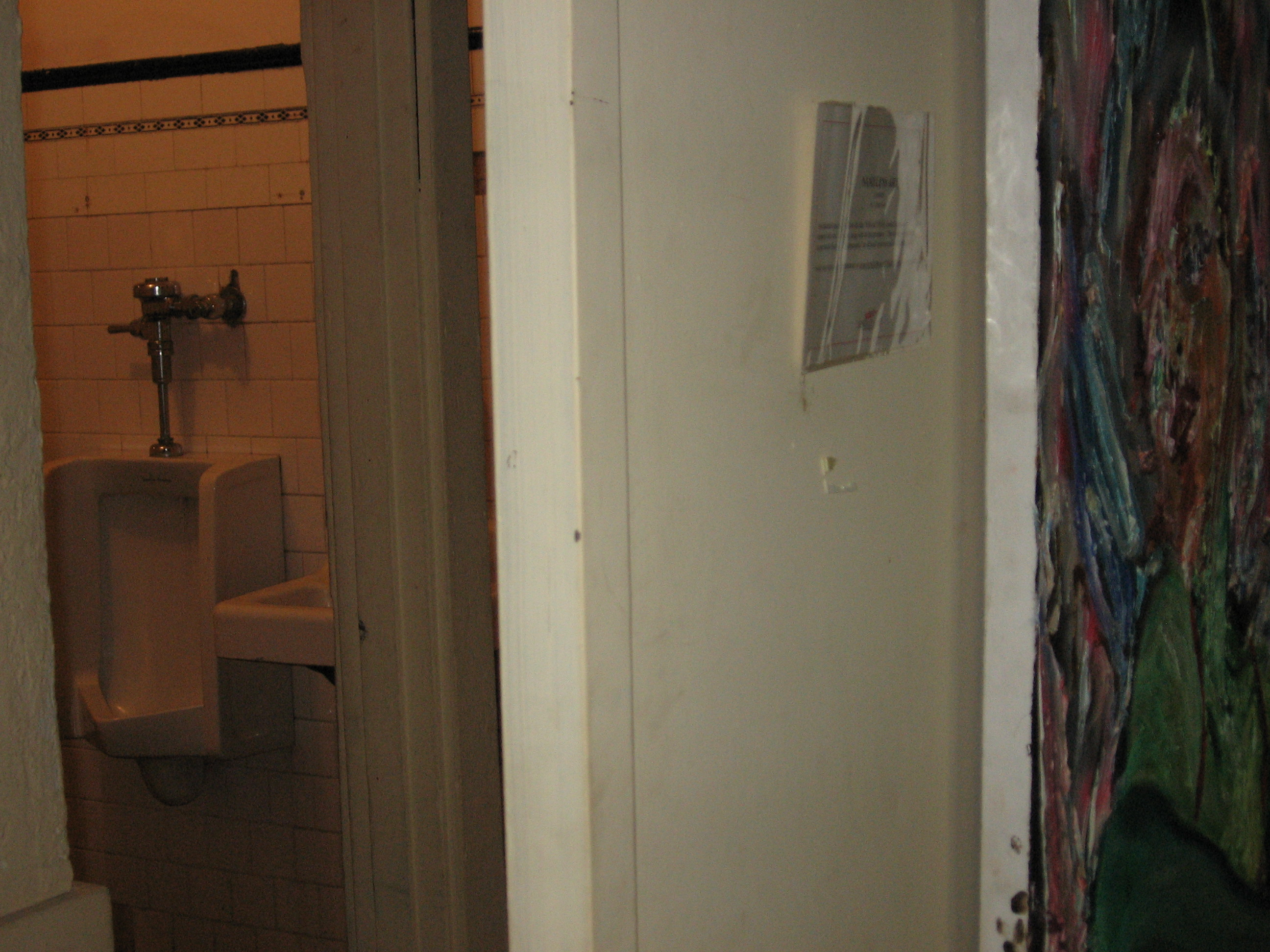
Картини в музеї висять прямо біля туалету

«Музей поганого мистецтва» створив 1993 року антиквар Скотт Вілсон, який побачив картину «Люсі в поле з квітами», що стирчала із сміттєвої урни в Бостоні, і вирішив, що подібні твори повинні бути зібрані і збережені. Вілсон виставив «Люсі» в будинку свого друга Джері Рейлі, і закликав друзів шукати інше «погане мистецтво» та повідомити його про свої знахідки. Коли Вілсон придбав інший «шедевр» і поділився знахідкою з Рейлі, вони вирішили почати збирати колекцію. Рейлі і його дружина, Марія Джексон, незабаром (у березні 1994 року) влаштували в своєму будинку прийом, який жартівливо назвали «Відкриття музею поганого мистецтва». Регулярні покази частини зібраних Вілсоном, Рейлі та Джексоном експонатів явно перевищували можливості маленького будинку Джексона в Західному Роксбері (Массачусетс), оскільки в прийомах брали участь сотні чоловік. Спробою розв'язати проблему обмеженості виставкових площ стало створення «віртуального» музею поганого мистецтва, CD-Rom з роботами 95 художників, представленими в колекції МОВА.
1995 року виставковий майданчик перенесли до підвалу Любительского театру Дедема, колекції творів мистецтва розмістили «недалеко від чоловічого туалету», де відповідні звуки і запахи нібито «допомагають підтримувати рівномірну вологу».
У перші дні МПМ, в музеї пройшло кілька виставок незвичайних форматів: в одному випадку роботи висіли на деревах у лісі, на Кейп-Код для виставки «Мистецтво з вікна — галерея в лісі» (англ. Art Goes Out the Window — The Gallery in the Woods); у виставці під назвою «Затоплене погане мистецтво» (англ. Awash in Bad Art), 18 творів мистецтва були покриті термозбіжної вологонепроникною плівкою для «першого в світі обладнаного для спостереження з автомобіля музею та автомийки»; у 2001 році пройшла виставка «Голий бакс — нічого, крім ню» (англ. Buck Naked — Nothing But Nudes), на якій в місцевих спа були представлені всі картини колекції музею в стилі ню; у 2006 році пройшла виставка під назвою «Тривіальні портрети» (англ. Portraits banals), присвячена закриттю виставки Девіда Хокні в Музеї витончених мистецтв у Бостоні.
У 2008 році відкрилася друга галерея в театрі Сомервілля на площі Девіса, Сомервілль, штат Массачусетс, де колекція також була поміщена поруч з туалетами. Хоча перша галерея безкоштовна і відкрита для громадськості, сюди можна увійти, тільки купивши квиток в сам театр. Виставки під назвою «кольори Яскраві / Темні емоції» (англ. Bright Colors / Dark Emotions) і «Знайте, що вам подобається / Пишіть (на холсті), як відчуваєте» (англ. Know What You Like / Paint How You Feel) були проведені в академічних галереях коледжу мистецтв в Беверлі, штат Массачусетс. Предмети з колекції МПМ також були виставлені в музеях у Вірджинії, Оттаві та Нью-Йорку.
У лютому 2009 року МПМ оголосила збір коштів для надання допомоги музею Роуза в університеті Брандейс, який серйозно розглядав можливість продати частину шедеврів через глобальну фінансову кризу 2008—2011 років, і (що ще гірше для університету) втрату частини спонсорських грошей в інвестиційних схемах Бернарда Медоффа. Поточний куратор МОВА, музикант Майкл Франк розмістив на аукціоні eBay картину «Дослідження травлення» (англ. Studies in Digestion) — на чотирьох панелях показано чотири фази роботи людського травного тракту; лот в кінцевому підсумку був проданий за $ 152,53 при початковій ставці $ 24,99. Ці мізерні доходи пішли в музей Роуза, в той час як Музей поганого мистецтва отримав популярність.

## Крадіжки з музею

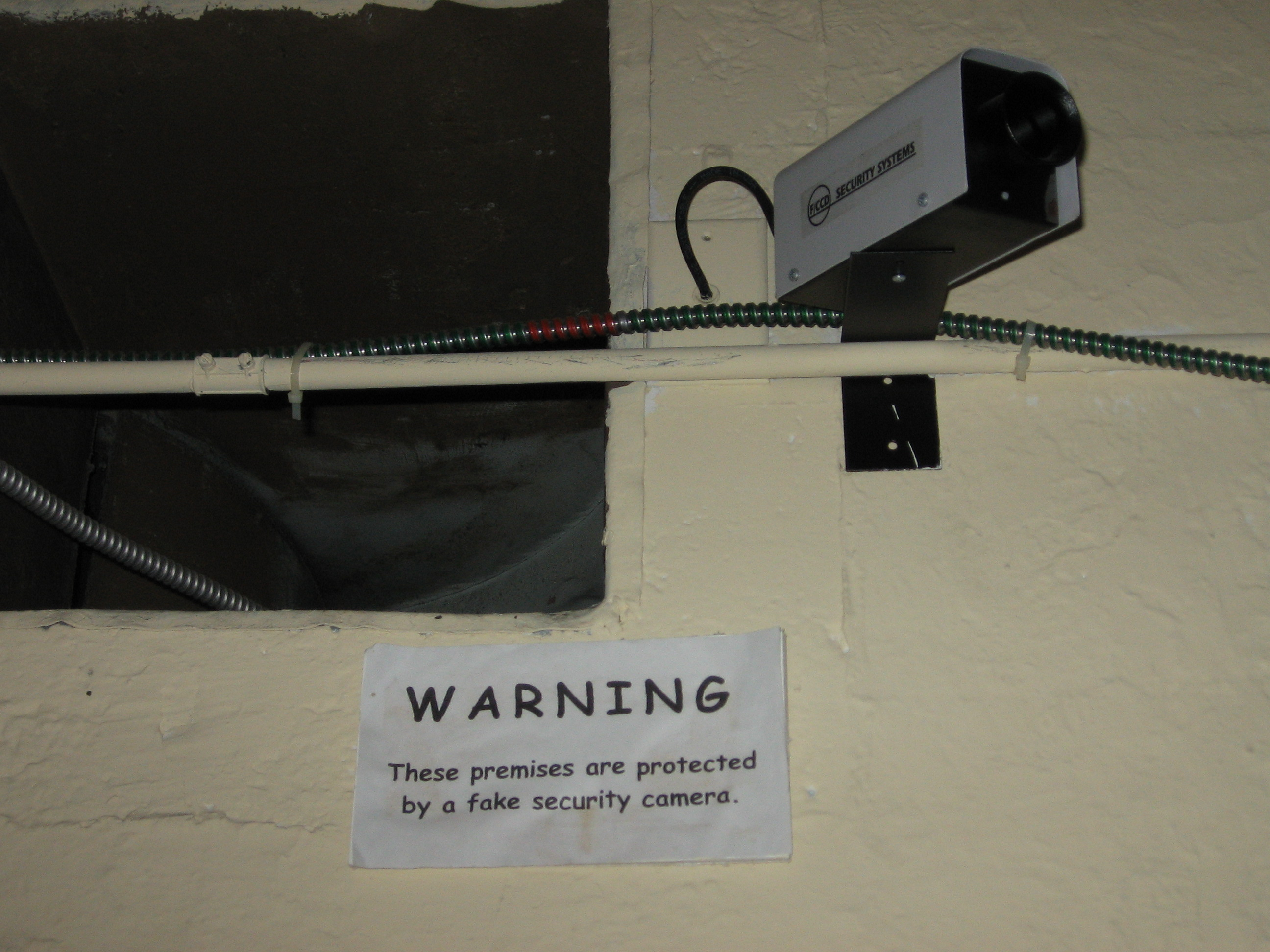
Підроблені камери безпеки у філії музею (Дедхем)

Крадіжка двох експонатів музею привернула до нього увагу засобів масової інформації і підвищила популярність музею. 1996 року картина «Ейлін», роботи Р. Анджело (англ. R. Angelo Le), зникла з МПМ. Музей пропонував винагороду в розмірі $ 6,50 за повернення «Ейлін», і хоча надалі сума винагороди була збільшена до $36,73, робота залишається неповернутою протягом багатьох років.
Після крадіжки картини персонал музею встановив підроблені відеокамери з підписом: «Увага! Ця галерея захищена підробленими відеокамерами» (англ. WARNING: These premises are protected by a fake security camera). Незважаючи на цей стримуючий фактор, у 2004 році з музею було викрадено автопортрет Ребеки Харріс. Він був знятий зі стіни і замінений на записку з вимогою викупу в $10, втім злодій забув залишити свою контактну інформацію. Незабаром після зникнення картина була повернута з 10 доларами. Куратор Майкл Франк припускає, що злодієві було складно приховувати вкрадений портрет, при тому, що «авторитетні інститути відмовляються вести переговори зі злочинцями».

## Стандарти потрапляння в колекцію
Хоча девіз музею: «Мистецтво дуже погане, щоб бути проігнорованим», МОВА має суворі стандарти щодо того, що вони візьмуть. За словами Марії Джексон, дев'ять десятих робіт не пройдуть відбір, тому що вони недостатньо погані, але те, що іноді сам художник вважає поганим, не завжди відповідає стандартам музею. Відсутність художньої майстерності не є необхідним атрибутом роботи, яка буде включена в колекцію. Скотт Вілсон стверджує, що прийняття твори мистецтва МОВА — це «свято ентузіазму» художника.
Важливим критерієм потрапляння в запасники музею є те, що живопис або скульптура не повинна бути нудною. Луїза Рейлі Сакко стверджує з цього приводу: «Якщо ми щось робимо весело, то це заслуга арт-спільноти, а не художників. Але це справжній музей. Це 10 років. Це 6000 осіб за списком розсилки. Це визнання в усьому світі».
МПМ приймає небажані роботи, якщо вони відповідають його стандартам. Це можуть бути експресивні, але невдалі роботи, або твори технічно досвідчених художників, які є спробою експерименту, який закінчився невдало. Дін Німмер, професор Массачусетського коледжу мистецтв (і виконавчий директор МОВА з питань відбору експонатів), зазначив паралелі між МПМ та іншими установами: «Вони (організатори МПМ) беруть модель музею образотворчих мистецтв і застосовують такі ж критерії для прийняття поганих робіт… (Їх правила дуже схожі на галерею або музей, який каже: „Ну, наша платформа насправді призначена для інсталяцій чи картин в дусі реалізму, або нео-пост-сучасної абстракції“».
МПМ не збирає предмети мистецтва, зроблені дітьми, створені фабрично, або спеціально створені для туристів. Куратори також не зацікавлені в ремісничих виробах, і вважають, що доречнішим місцем для таких робіт буде «Музей сумнівного смаку, Міжнародна Колекція Халтури чи Національне казначейство сумнівної прикраси будинків».

## Поповнення колекції
Багато з робіт у колекції МПМ були пожертвувані самими художниками, інші потрапляють з аукціонів або благодійних магазинів; Союз Колекціонерів сміття в Кембриджі, штат Массачусетс надав роботи, врятовані від неминучої загибелі. Часто картини дарують люди, яким сподобалася концепція музею. Іноді картини купуються, свого часу політика МПМ дозволяла витрачати на придбання одного експоната не більше, ніж $ 6,50, але останнім часом за «виняткову роботу» можуть заплатити в два і навіть три рази більше.

## Деякі відомі експонати колекції
Кожен експонат супроводжується коротким описом, в якому вказується: використані матеріали, розмір, ім'я автора, а також яким чином твір було придбано в колекцію і аналіз символіки.

### «Люсі в полі з квітами»
Багато робіт з колекції МПМ викликають бурхливе обговорення серед відвідувачів. «Люсі в полі з квітами» (полотно, олія; автор невідомий; картина знайдена в смітті в Бостоні), залишається улюбленою картиною, до якої прикута увага ЗМІ та меценатів. Як перша робота, придбана музеєм, «Люсі» встановлює стандарт прийняття в колекцію, та викликає у засновників МОВА запитання: Скотт Вілсон виявив «Люсі» або вона знайшла його?
Кейт Своджер з монреальської «The Gazette» називає «Люсі» «чудовою помилкою», описавши її як танцюючу в пишному полі навесні літню жінку, обвислі груди якої вільно плескають; вона незрозумілим чином спирається однією рукою на червоний стілець, на якому сидить, а в іншій тримає букет ромашок. Кеш Петерс, використовуючи менше витіювату мову, схарактеризував картину так: «баба з кріслом, приклеєним до її дупи». Опис «Люсі» в галереї говорить: «рух, стілець, коливання її грудей, тонкі відтінки неба, вираз її обличчя — кожна деталь поєднується, щоб створити цей трансцендентний і переконливий портрет, кожна деталь кричить: „Шедевр“».
Внучка справжньої «Люсі» (тієї, з якою писали картину), що живе в районі Бостона, медсестра Сьюзен Лолор, стала шанувальником МПМ, побачивши портрет у газеті. Вона впізнала в ньому свою бабусю, Анну Лалл Кін (близько 1890—1968). Побачивши фотографію, Сьюзен пирхнула кока-колою з носа в подиві. Картина була замовлена її матір'ю, і висіла в будинку її тітки протягом багатьох років, незважаючи на те, що члени її сім'ї жахалися цієї роботи. «Лице — точно її, але все інше — жахливе, — сказала Лолор. — Здається, що у неї всього одна з двох грудей, і незрозуміло, що у неї з руками і ногами, і ці квіти, і це жовте небо…»

### «Собака, що жонглює в спідниці з трави»
Картина «Собака, що жонглює в спідниці з трави» (темпера і акрилові фарби, полотно; подаровані художницею Мері Ньюман) була створена Мері Ньюман, професійною художницею з Міннеаполіса, яка описала, як ця картина з'явилася на світ. Вона купила використані полотна, коли була бідною студенткою коледжу мистецтв, і твердо знала, як використовувати полотно цих розмірів. Натхненна побаченою карикатурою такси, вона вирішила, що собака буде основою картини, але була незадоволена «силою» і виробленим враженням роботи, поки не додала спідницю з трави, побачену в журналі, і кольорові кістки для собак, побачені в зоомагазині. Ньюмен написала кураторам, кажучи: «Я трохи не кинула її, поки не почула про МПМ. Після багатьох років складно викидати роботи, тепер я б хотіла зберегти їх всі для вас».

## Популярність музею
Музей поганого мистецтва був згаданий в сотнях публікацій в усьому світі, нерідко входить у різні списки найдивніших музеїв світу, а також відзначений на багатьох путівниках по оригінальним пам'яток в районі Бостона. МПМ надихнув багатьох людей створювати подібні виставки в Огайо, Сіетлі, і Австралії. Місцева театральна трупа в Міннеаполісі, штат Міннесота, була настільки натхненна місією МПМ, що її актори написали одноактну п'єсу, яка змінювалася декілька разів в залежності від їх улюблених «шедеврів» музею.